# Primera División 2014-2015 (Spagna)
La Primera División 2014-2015 è stata l'84ª edizione della massima serie del campionato spagnolo di calcio, disputata tra il 24 agosto 2014 e il 24 maggio 2015 e concluso con la vittoria del Barcellona, al suo ventitreesimo titolo.
Capocannoniere del torneo è stato Cristiano Ronaldo (Real Madrid) con 48 reti.

## Stagione

### Novità
Nella stagione precedente sono retrocesse tre squadre: Osasuna, Real Valladolid e Betis, che si sono classificate rispettivamente in 18ª, 19ª e 20ª posizione. Vengono rimpiazzate da altrettante squadre promosse dalla Segunda División: l'Eibar (campione di categoria, sarà la sessantesima squadra nella massima divisione spagnola), il Deportivo La Coruña (al ritorno dopo un solo anno in seconda divisione) e il Córdoba (al ritorno nella categoria dopo 42 anni). Proprio quest'ultima, sebbene avesse terminato la stagione al settimo posto, ha potuto prendere parte ai play-off promozione per la presenza del Barcellona B nella terza posizione, squadra filiale e quindi impossibilitata a salire in Primera.
La comunità autonoma più rappresentata è quella dell'Andalusia, con cinque squadre (Córdoba, Siviglia, Málaga, Granada e Almería). Seguono la comunità di Madrid (Atlético Madrid, Getafe, Rayo Vallecano e Real Madrid) e la Comunità Valenciana (Elche, Levante, Valencia e Villarreal) con quattro ciascuna, i Paesi Baschi (Athletic Bilbao, Eibar e Real Sociedad) con tre, e chiudono la Catalogna (Barcellona ed Espanyol) e la Galizia (Celta Vigo e Deportivo La Coruña) con due squadre a testa.

### Formula
Al torneo partecipano 20 squadre che si sfidano in un girone all'italiana secondo la struttura più consueta dei campionati calcistici moderni. Ogni partecipante deve sfidare tutti gli altri per due volte: la prima nel girone d'andata, l'altra nel girone di ritorno. L'ordine in cui vengono affrontate le altre squadre è stabilito dal calendario, il quale prevede che tutte le partite d'andata verranno ripetute nello stesso ordine al ritorno, ma con l'inversione del terreno di gioco. Vengono assegnati tre punti per la vittoria, uno per il pareggio e zero per la sconfitta, indipendentemente dal fattore campo.
Come la stagione precedente, per via del Ranking Uefa le prime tre squadre si qualificano per la UEFA Champions League, la 4ª classificata nei turni preliminari della stessa competizione. Accedono alla UEFA Europa League la 5ª e la 6ª classificata e la vincitrice della Coppa del Re 2014-2015. Qualora quest'ultima però avesse già ottenuto la qualificazione alle competizioni UEFA (quindi fosse arrivata tra la 1ª e la 6ª posizione in campionato) allora otterrebbe il pass per la UEFA Europa League il club che ha terminato la stagione in 7ª posizione in campionato. Le ultime 3 squadre retrocedono direttamente in Segunda División 2015-2016.
Ci sono stati tre turni infrasettimanali, svoltisi alla 5ª, 30ª e 34ª giornata (ossia il 24 settembre 2014, l'8 e il 29 aprile 2015), e delle soste per permettere alla Nazionale di giocare i match di qualificazione all'Europeo 2016. In particolare il Real Madrid, vincitore dell'ultima edizione della Champions League e quindi impegnato nel Mondiale per Club, ha dovuto recuperare la partita della 16ª giornata il 4 febbraio 2015.

## Squadre partecipanti
| Club                | Stagione | Città         | Stadio                | Stagione precedente                                    |
| ------------------- | -------- | ------------- | --------------------- | ------------------------------------------------------ |
| Almería             | dettagli | Almería       | Juegos Mediterráneos  | 17º posto nella Primera División                       |
| Athletic Bilbao     | dettagli | Bilbao        | San Mamés Barria      | 4º posto nella Primera División                        |
| Atlético Madrid     | dettagli | Madrid        | Vicente Calderón      | 1º posto nella Primera División                        |
| Barcellona          | dettagli | Barcellona    | Camp Nou              | 2º posto nella Primera División                        |
| Celta Vigo          | dettagli | Vigo          | Balaídos              | 9º posto nella Primera División                        |
| Córdoba             | dettagli | Cordova       | Nuevo Arcángel        | 7º posto in Segunda División, promosso dopo i play-off |
| Deportivo La Coruña | dettagli | La Coruña     | Riazor                | 2º posto in Segunda División, promosso                 |
| Eibar               | dettagli | Eibar         | Municipal de Ipurua   | 1º posto in Segunda División, promosso                 |
| Elche               | dettagli | Elche         | Martínez Valero       | 16º posto nella Primera División                       |
| Espanyol            | dettagli | Barcellona    | Cornellà-El Prat      | 14º posto nella Primera División                       |
| Getafe              | dettagli | Getafe        | Alfonso Pérez         | 13º posto nella Primera División                       |
| Granada             | dettagli | Granada       | Nuevo Los Cármenes    | 15º posto nella Primera División                       |
| Levante             | dettagli | Valencia      | Ciutat de Valencia    | 10º posto nella Primera División                       |
| Malaga              | dettagli | Malaga        | La Rosaleda           | 11º posto nella Primera División                       |
| Rayo Vallecano      | dettagli | Madrid        | Campo de Vallecas     | 12º posto nella Primera División                       |
| Real Madrid         | dettagli | Madrid        | Santiago Bernabéu     | 3º posto nella Primera División                        |
| Real Sociedad       | dettagli | San Sebastián | Anoeta                | 7º posto nella Primera División                        |
| Siviglia            | dettagli | Siviglia      | Ramón Sánchez-Pizjuán | 5º posto nella Primera División                        |
| Valencia            | dettagli | Valencia      | Mestalla              | 8º posto nella Primera División                        |
| Villarreal          | dettagli | Vila-real     | El Madrigal           | 6º posto nella Primera División                        |

## Allenatori e primatisti
| Squadra         | Allenatore                                                                                        | Calciatore più presente | Cannoniere |
| --------------- | ------------------------------------------------------------------------------------------------- | ----------------------- | ---------- |
| Almería         | Francisco Javier Rodríguez Vílchez (1-14ª) Juan Ignacio Martínez (16-30ª) Sergi Barjuán (31ª-38ª) |                         |            |
| Athletic Bilbao | Ernesto Valverde                                                                                  |                         |            |
| Atlético Madrid | Diego Simeone                                                                                     |                         |            |
| Barcellona      | Luis Enrique                                                                                      |                         |            |
| Celta Vigo      | Eduardo Berizzo                                                                                   |                         |            |
| Córdoba         | Albert Ferrer (1ª-8ª) Miroslav Đukić (9ª-22ª) José Antonio Romero (23ª-38ª)                       |                         |            |
| Deportivo       | Víctor Fernández (1ª-30ª) Víctor Sánchez del Amo (31ª-38ª)                                        |                         |            |
| Eibar           | Gaizka Garitano                                                                                   |                         |            |
| Elche           | Fran Escribá                                                                                      |                         |            |
| Espanyol        | Sergio González                                                                                   |                         |            |
| Getafe          | Cosmin Contra (1-17ª) Quique Sánchez Flores (18ª-38ª)                                             |                         |            |
| Granada         | Joaquín Caparrós (1ª-19ª) Abel Resino (20ª-38ª)                                                   |                         |            |
| Levante         | José Luis Mendilibar (1ª-8ª) Lucas Alcaraz (9ª-38ª)                                               |                         |            |
| Malaga          | Javi Gracia                                                                                       |                         |            |
| Rayo Vallecano  | Paco Jémez                                                                                        |                         |            |
| Real Madrid     | Carlo Ancelotti                                                                                   |                         |            |
| Real Sociedad   | Jagoba Arrasate (1ª-10ª) David Moyes (12ª-38ª)                                                    |                         |            |
| Siviglia        | Unai Emery                                                                                        |                         |            |
| Valencia        | Nuno Espírito Santo                                                                               |                         |            |
| Villarreal      | Marcelino                                                                                         |                         |            |

## Classifica finale
Classifica sul sito ufficiale della Liga BBVA.
|       | Pos. | Squadra             | Pt | G  | V  | N  | P  | GF  | GS | DR  |
| ----- | ---- | ------------------- | -- | -- | -- | -- | -- | --- | -- | --- |
|       | 1.   | Barcellona          | 94 | 38 | 30 | 4  | 4  | 110 | 21 | +89 |
|       | 2.   | Real Madrid         | 92 | 38 | 30 | 2  | 6  | 118 | 38 | +80 |
|       | 3.   | Atlético Madrid     | 78 | 38 | 23 | 9  | 6  | 67  | 29 | +38 |
|       | 4.   | Valencia            | 77 | 38 | 22 | 11 | 5  | 70  | 32 | +38 |
| [ 7 ] | 5.   | Siviglia            | 76 | 38 | 23 | 7  | 8  | 71  | 45 | +26 |
|       | 6.   | Villarreal          | 60 | 38 | 16 | 12 | 10 | 48  | 37 | +11 |
|       | 7.   | Athletic Bilbao     | 55 | 38 | 15 | 10 | 13 | 42  | 41 | +1  |
|       | 8.   | Celta Vigo          | 51 | 38 | 13 | 12 | 13 | 47  | 44 | +3  |
|       | 9.   | Malaga              | 50 | 38 | 14 | 8  | 16 | 42  | 48 | -6  |
|       | 10.  | Espanyol            | 49 | 38 | 13 | 10 | 15 | 47  | 51 | -4  |
|       | 11.  | Rayo Vallecano      | 49 | 38 | 15 | 4  | 19 | 46  | 68 | -22 |
|       | 12.  | Real Sociedad       | 46 | 38 | 11 | 13 | 14 | 44  | 51 | -7  |
|       | 13.  | Elche               | 41 | 38 | 11 | 8  | 19 | 35  | 62 | -27 |
|       | 14.  | Levante             | 37 | 38 | 9  | 10 | 19 | 34  | 67 | -33 |
|       | 15.  | Getafe              | 37 | 38 | 10 | 7  | 21 | 33  | 64 | -31 |
|       | 16.  | Deportivo La Coruña | 35 | 38 | 7  | 14 | 17 | 35  | 60 | -25 |
|       | 17.  | Granada             | 35 | 38 | 7  | 14 | 17 | 29  | 64 | -35 |
|       | 18.  | Eibar               | 35 | 38 | 9  | 8  | 21 | 34  | 55 | -21 |
|       | 19.  | Almería (-3)        | 29 | 38 | 8  | 8  | 22 | 35  | 64 | -29 |
|       | 20.  | Córdoba             | 20 | 38 | 3  | 11 | 24 | 22  | 68 | -46 |

Legenda:
      Campione di Spagna e ammessa alla UEFA Champions League 2015-2016
      Ammesse alla fase a gironi della UEFA Champions League 2015-2016
      Ammessa agli spareggi (percorso piazzate) della UEFA Champions League 2015-2016
      Ammesse alla fase a gironi della UEFA Europa League 2015-2016
      Ammessa al terzo turno di qualificazione della UEFA Europa League 2015-2016
      Retrocesse in Segunda División 2015-2016
Regolamento:
Tre punti a vittoria, uno a pareggio, zero a sconfitta.
In caso di arrivo di due squadre a pari punti, la graduatoria verrà stilata in base all'ordine dei seguenti criteri:
- Differenza reti negli scontri diretti
- Differenza reti generale
- Reti realizzate in generale

In caso di arrivo di tre o più squadre a pari punti, la graduatoria verrà stilata in base all'ordine dei seguenti criteri:
- Punti negli scontri diretti (classifica avulsa)
- Differenza reti negli scontri diretti
- Differenza reti generale
- Reti realizzate in generale
- Classifica fair-play stilata a inizio stagione

Nel caso un criterio escluda solamente alcune delle squadre, senza quindi determinare l'ordine completo, tali squadre vengono escluse dal criterio successivo, rimanendo così senza possibilità di posizionarsi meglio.
Note:
L'Almeria ha scontato 3 punti di penalizzazione.
L'Elche è stato retrocesso d'ufficio a causa di irregolarità amministrative.

### Squadra campione
| Formazione tipo (4-3-3) | Giocatori (presenze)     |
| --- | ------------------------ |
| Bravo Dani Alves Piqué Mascherano Alba Rakitić Busquets Xavi Messi Suárez Neymar | Claudio Bravo (37)       |
| Bravo Dani Alves Piqué Mascherano Alba Rakitić Busquets Xavi Messi Suárez Neymar | Dani Alves (30)          |
| Bravo Dani Alves Piqué Mascherano Alba Rakitić Busquets Xavi Messi Suárez Neymar | Gerard Piqué (27)        |
| Bravo Dani Alves Piqué Mascherano Alba Rakitić Busquets Xavi Messi Suárez Neymar | Javier Mascherano (28)   |
| Bravo Dani Alves Piqué Mascherano Alba Rakitić Busquets Xavi Messi Suárez Neymar | Jordi Alba (27)          |
| Bravo Dani Alves Piqué Mascherano Alba Rakitić Busquets Xavi Messi Suárez Neymar | Ivan Rakitić (32)        |
| Bravo Dani Alves Piqué Mascherano Alba Rakitić Busquets Xavi Messi Suárez Neymar | Sergio Busquets (33)     |
| Bravo Dani Alves Piqué Mascherano Alba Rakitić Busquets Xavi Messi Suárez Neymar | Xavi (31)                |
| Bravo Dani Alves Piqué Mascherano Alba Rakitić Busquets Xavi Messi Suárez Neymar | Lionel Messi (38)        |
| Bravo Dani Alves Piqué Mascherano Alba Rakitić Busquets Xavi Messi Suárez Neymar | Luis Suárez (27)         |
| Bravo Dani Alves Piqué Mascherano Alba Rakitić Busquets Xavi Messi Suárez Neymar | Neymar (33)              |
| Bravo Dani Alves Piqué Mascherano Alba Rakitić Busquets Xavi Messi Suárez Neymar | Allenatore: Luis Enrique |
| Altri giocatori: Pedro (35), Rafinha (24), Andrés Iniesta (24), Adriano (16), Marc Bartra (14), Sergi Roberto (12), Munir (21), Martín Montoya (8), Sandro Ramírez (7), Douglas (2), Jordi Masip (1), Thomas Vermaelen (1). |                          |

## Risultati

### Tabellone
Leggendo per riga si hanno i risultati casalinghi della squadra indicata in prima colonna, mentre leggendo per colonna si hanno i risultati in trasferta della squadra in prima riga.
|                 | ALM  | ATH  | ATM  | BAR  | CEL  | COR  | DEP  | EIB  | ELC  | ESP  | GET  | GRA  | LEV  | MAL  | RAY  | RMA  | RSO  | SIV  | VAL  | VIL  |
| --------------- | ---- | ---- | ---- | ---- | ---- | ---- | ---- | ---- | ---- | ---- | ---- | ---- | ---- | ---- | ---- | ---- | ---- | ---- | ---- | ---- |
| Almería         | –––– | 0-1  | 0-1  | 1-2  | 2-2  | 1-1  | 0-0  | 2-0  | 2-2  | 1-1  | 1-0  | 3-0  | 1-4  | 1-2  | 0-1  | 1-4  | 2-2  | 0-2  | 2-3  | 0-0  |
| Athletic Bilbao | 2-1  | –––– | 1-4  | 2-5  | 1-1  | 0-1  | 1-1  | 0-0  | 1-2  | 3-1  | 4-0  | 0-1  | 3-0  | 1-1  | 1-0  | 1-0  | 1-1  | 1-0  | 1-1  | 4-0  |
| Atlético Madrid | 3-0  | 0-0  | –––– | 0-1  | 2-2  | 4-2  | 2-0  | 2-1  | 3-0  | 2-0  | 2-0  | 2-0  | 3-1  | 3-1  | 3-1  | 4-0  | 2-0  | 4-0  | 1-1  | 0-1  |
| Barcellona      | 4-0  | 2-0  | 3-1  | –––– | 0-1  | 5-0  | 2-2  | 3-0  | 3-0  | 5-1  | 6-0  | 6-0  | 5-0  | 0-1  | 6-1  | 2-1  | 2-0  | 5-1  | 2-0  | 3-2  |
| Celta Vigo      | 0-1  | 1-2  | 2-0  | 0-1  | –––– | 1-0  | 2-1  | 0-1  | 1-1  | 3-2  | 3-1  | 0-0  | 3-0  | 1-0  | 6-1  | 2-4  | 2-2  | 1-1  | 1-1  | 1-3  |
| Córdoba         | 1-2  | 0-1  | 0-2  | 0-8  | 1-1  | –––– | 0-0  | 1-1  | 0-2  | 0-0  | 1-2  | 2-0  | 0-0  | 1-2  | 1-2  | 1-2  | 1-1  | 1-3  | 1-2  | 0-2  |
| Deportivo       | 0-1  | 1-0  | 1-2  | 0-4  | 0-2  | 1-1  | –––– | 2-0  | 1-0  | 0-0  | 1-2  | 2-2  | 2-0  | 0-1  | 2-2  | 2-8  | 0-0  | 3-4  | 3-0  | 1-1  |
| Eibar           | 5-2  | 0-1  | 1-3  | 0-2  | 0-1  | 3-0  | 0-1  | –––– | 0-1  | 0-2  | 2-1  | 1-1  | 3-3  | 1-0  | 1-2  | 0-4  | 1-0  | 1-3  | 0-1  | 1-1  |
| Elche           | 1-0  | 2-3  | 0-2  | 0-6  | 0-1  | 2-2  | 4-0  | 0-2  | –––– | 2-1  | 0-1  | 1-1  | 1-0  | 1-2  | 2-0  | 0-2  | 1-0  | 0-2  | 0-4  | 2-2  |
| Espanyol        | 3-0  | 1-0  | 0-0  | 0-2  | 1-0  | 1-0  | 0-0  | 1-2  | 1-1  | –––– | 2-0  | 2-1  | 2-1  | 2-2  | 1-1  | 1-4  | 2-0  | 1-2  | 1-2  | 1-1  |
| Getafe          | 1-0  | 1-2  | 0-1  | 0-0  | 2-1  | 1-1  | 2-1  | 1-1  | 0-0  | 2-1  | –––– | 1-2  | 0-1  | 1-0  | 1-2  | 0-3  | 0-1  | 2-1  | 0-3  | 1-1  |
| Granada         | 0-0  | 0-0  | 0-0  | 1-3  | 1-1  | 2-0  | 2-1  | 0-0  | 1-0  | 1-2  | 1-1  | –––– | 0-1  | 1-0  | 0-1  | 0-4  | 1-1  | 1-1  | 1-1  | 0-0  |
| Levante         | 2-1  | 0-2  | 2-2  | 0-5  | 0-1  | 1-0  | 0-0  | 2-1  | 0-0  | 2-2  | 1-1  | 0-1  | –––– | 4-1  | 0-2  | 0-5  | 1-1  | 1-2  | 2-1  | 0-2  |
| Málaga          | 1-2  | 1-0  | 2-2  | 0-0  | 1-0  | 2-0  | 1-1  | 2-1  | 1-2  | 0-2  | 3-2  | 2-1  | 0-0  | –––– | 4-0  | 1-2  | 1-1  | 2-3  | 1-0  | 1-1  |
| Rayo Vallecano  | 2-0  | 2-1  | 0-0  | 0-2  | 1-0  | 0-1  | 1-2  | 2-3  | 2-3  | 1-3  | 2-0  | 3-1  | 4-2  | 1-0  | –––– | 0-2  | 2-4  | 0-1  | 1-1  | 2-0  |
| Real Madrid     | 3-0  | 5-0  | 1-2  | 3-1  | 3-0  | 2-0  | 2-0  | 3-0  | 5-1  | 3-0  | 7-3  | 9-1  | 2-0  | 3-1  | 5-1  | –––– | 4-1  | 2-1  | 2-2  | 1-1  |
| Real Sociedad   | 1-2  | 1-1  | 2-1  | 1-0  | 1-1  | 3-1  | 2-2  | 1-0  | 3-0  | 1-0  | 1-2  | 0-3  | 3-0  | 0-1  | 0-1  | 4-2  | –––– | 4-3  | 1-1  | 0-0  |
| Siviglia        | 2-1  | 2-0  | 0-0  | 2-2  | 1-0  | 3-0  | 4-1  | 0-0  | 3-0  | 3-2  | 2-0  | 5-1  | 1-1  | 2-0  | 2-0  | 2-3  | 1-0  | –––– | 1-1  | 2-1  |
| Valencia        | 3-2  | 0-0  | 3-1  | 0-1  | 1-1  | 3-0  | 2-0  | 3-1  | 3-1  | 3-1  | 1-0  | 4-0  | 3-0  | 3-0  | 3-0  | 2-1  | 2-0  | 3-1  | –––– | 0-0  |
| Villarreal      | 2-0  | 2-0  | 0-1  | 0-1  | 4-1  | 0-0  | 3-0  | 1-0  | 1-0  | 0-3  | 2-1  | 2-0  | 1-0  | 2-1  | 4-2  | 0-2  | 4-0  | 0-2  | 1-3  | –––– |

### Calendario
| andata (1ª) | andata (1ª) | 1ª giornata                    | ritorno (20ª) | ritorno (20ª) |
|             |             |                                |               |               |
| 24 ago.     | 1-1         | Almeria-Espanyol               | 0-3           | 25 gen.       |
| 24 ago.     | 3-0         | Barcellona-Elche               | 6-0           | 25 gen.       |
| 24 ago.     | 3-1         | Celta Vigo-Getafe              | 1-2           | 25 gen.       |
| 24 ago.     | 1-0         | Eibar-Real Sociedad            | 0-1           | 25 gen.       |
| 24 ago.     | 2-1         | Granada-Deportivo              | 2-2           | 25 gen.       |
| 24 ago.     | 0-2         | Levante-Villarreal             | 0-1           | 25 gen.       |
| 24 ago.     | 1-0         | Málaga-Atletico Bilbao         | 1-1           | 25 gen.       |
| 24 ago.     | 0-0         | Rayo Vallecano-Atlético Madrid | 1-3           | 25 gen.       |
| 24 ago.     | 2-0         | Real Madrid-Córdoba            | 2-1           | 25 gen.       |
| 24 ago.     | 1-1         | Siviglia-Valencia              | 1-3           | 25 gen.       |

| andata (2ª) | andata (2ª) | 2ª giornata               | ritorno (21ª) | ritorno (21ª) |
|             |             |                           |               |               |
| 31 ago.     | 3-0         | Atletico Bilbao-Levante   | 2-0           | 1º feb.       |
| 31 ago.     | 2-1         | Atlético Madrid-Eibar     | 3-1           | 1º feb.       |
| 31 ago.     | 1-1         | Córdoba-Celta Vigo        | 0-1           | 1º feb.       |
| 31 ago.     | 2-2         | Deportivo-Rayo Vallecano  | 2-1           | 1º feb.       |
| 31 ago.     | 1-1         | Elche-Granada             | 0-1           | 1º feb.       |
| 31 ago.     | 1-2         | Espanyol-Siviglia         | 2-3           | 1º feb.       |
| 31 ago.     | 1-0         | Getafe-Almeria            | 0-1           | 1º feb.       |
| 31 ago.     | 4-2         | Real Sociedad-Real Madrid | 1-4           | 1º feb.       |
| 31 ago.     | 3-0         | Valencia-Málaga           | 0-1           | 1º feb.       |
| 31 ago.     | 0-1         | Villarreal-Barcellona     | 2-3           | 1º feb.       |

| andata (1ª) | andata (1ª) | 1ª giornata                    | ritorno (20ª) | ritorno (20ª) |
|             |             |                                |               |               |
| 24 ago.     | 1-1         | Almeria-Espanyol               | 0-3           | 25 gen.       |
| 24 ago.     | 3-0         | Barcellona-Elche               | 6-0           | 25 gen.       |
| 24 ago.     | 3-1         | Celta Vigo-Getafe              | 1-2           | 25 gen.       |
| 24 ago.     | 1-0         | Eibar-Real Sociedad            | 0-1           | 25 gen.       |
| 24 ago.     | 2-1         | Granada-Deportivo              | 2-2           | 25 gen.       |
| 24 ago.     | 0-2         | Levante-Villarreal             | 0-1           | 25 gen.       |
| 24 ago.     | 1-0         | Málaga-Atletico Bilbao         | 1-1           | 25 gen.       |
| 24 ago.     | 0-0         | Rayo Vallecano-Atlético Madrid | 1-3           | 25 gen.       |
| 24 ago.     | 2-0         | Real Madrid-Córdoba            | 2-1           | 25 gen.       |
| 24 ago.     | 1-1         | Siviglia-Valencia              | 1-3           | 25 gen.       |

| andata (2ª) | andata (2ª) | 2ª giornata               | ritorno (21ª) | ritorno (21ª) |
|             |             |                           |               |               |
| 31 ago.     | 3-0         | Atletico Bilbao-Levante   | 2-0           | 1º feb.       |
| 31 ago.     | 2-1         | Atlético Madrid-Eibar     | 3-1           | 1º feb.       |
| 31 ago.     | 1-1         | Córdoba-Celta Vigo        | 0-1           | 1º feb.       |
| 31 ago.     | 2-2         | Deportivo-Rayo Vallecano  | 2-1           | 1º feb.       |
| 31 ago.     | 1-1         | Elche-Granada             | 0-1           | 1º feb.       |
| 31 ago.     | 1-2         | Espanyol-Siviglia         | 2-3           | 1º feb.       |
| 31 ago.     | 1-0         | Getafe-Almeria            | 0-1           | 1º feb.       |
| 31 ago.     | 4-2         | Real Sociedad-Real Madrid | 1-4           | 1º feb.       |
| 31 ago.     | 3-0         | Valencia-Málaga           | 0-1           | 1º feb.       |
| 31 ago.     | 0-1         | Villarreal-Barcellona     | 2-3           | 1º feb.       |

| andata (3ª) | andata (3ª) | 3ª giornata                 | ritorno (22ª) | ritorno (22ª) |
|             |             |                             |               |               |
| 22 set.     | 1-1         | Almeria-Córdoba             | 1-2           | 8 feb.        |
| 22 set.     | 2-0         | Barcellona-Atletico Bilbao  | 5-2           | 8 feb.        |
| 22 set.     | 2-2         | Celta Vigo-Real Sociedad    | 1-1           | 8 feb.        |
| 22 set.     | 0-1         | Eibar-Deportivo             | 0-2           | 8 feb.        |
| 22 set.     | 0-0         | Granada-Villarreal          | 0-2           | 8 feb.        |
| 22 set.     | 0-0         | Málaga-Levante              | 1-4           | 8 feb.        |
| 22 set.     | 2-3         | Rayo Vallecano-Elche        | 0-2           | 8 feb.        |
| 22 set.     | 1-2         | Real Madrid-Atlético Madrid | 0-4           | 8 feb.        |
| 22 set.     | 2-0         | Siviglia-Getafe             | 1-2           | 8 feb.        |
| 22 set.     | 3-1         | Valencia-Espanyol           | 2-1           | 8 feb.        |

| andata (4ª) | andata (4ª) | 4ª giornata                | ritorno (23ª) | ritorno (23ª) |
|             |             |                            |               |               |
| 21 set.     | 0-1         | Atletico Bilbao-Granada    | 0-0           | 15 feb.       |
| 21 set.     | 2-2         | Atlético Madrid-Celta Vigo | 0-2           | 15 feb.       |
| 21 set.     | 1-3         | Córdoba-Siviglia           | 0-3           | 15 feb.       |
| 21 set.     | 2-8         | Deportivo-Real Madrid      | 0-2           | 15 feb.       |
| 21 set.     | 0-2         | Elche-Eibar                | 1-0           | 15 feb.       |
| 21 set.     | 2-2         | Espanyol-Málaga            | 2-0           | 15 feb.       |
| 21 set.     | 0-3         | Getafe-Valencia            | 0-1           | 15 feb.       |
| 21 set.     | 0-5         | Levante-Barcellona         | 0-5           | 15 feb.       |
| 21 set.     | 1-2         | Real Sociedad-Almeria      | 2-2           | 15 feb.       |
| 21 set.     | 4-2         | Villarreal-Rayo Vallecano  | 0-2           | 15 feb.       |

| andata (3ª) | andata (3ª) | 3ª giornata                 | ritorno (22ª) | ritorno (22ª) |
|             |             |                             |               |               |
| 22 set.     | 1-1         | Almeria-Córdoba             | 1-2           | 8 feb.        |
| 22 set.     | 2-0         | Barcellona-Atletico Bilbao  | 5-2           | 8 feb.        |
| 22 set.     | 2-2         | Celta Vigo-Real Sociedad    | 1-1           | 8 feb.        |
| 22 set.     | 0-1         | Eibar-Deportivo             | 0-2           | 8 feb.        |
| 22 set.     | 0-0         | Granada-Villarreal          | 0-2           | 8 feb.        |
| 22 set.     | 0-0         | Málaga-Levante              | 1-4           | 8 feb.        |
| 22 set.     | 2-3         | Rayo Vallecano-Elche        | 0-2           | 8 feb.        |
| 22 set.     | 1-2         | Real Madrid-Atlético Madrid | 0-4           | 8 feb.        |
| 22 set.     | 2-0         | Siviglia-Getafe             | 1-2           | 8 feb.        |
| 22 set.     | 3-1         | Valencia-Espanyol           | 2-1           | 8 feb.        |

| andata (4ª) | andata (4ª) | 4ª giornata                | ritorno (23ª) | ritorno (23ª) |
|             |             |                            |               |               |
| 21 set.     | 0-1         | Atletico Bilbao-Granada    | 0-0           | 15 feb.       |
| 21 set.     | 2-2         | Atlético Madrid-Celta Vigo | 0-2           | 15 feb.       |
| 21 set.     | 1-3         | Córdoba-Siviglia           | 0-3           | 15 feb.       |
| 21 set.     | 2-8         | Deportivo-Real Madrid      | 0-2           | 15 feb.       |
| 21 set.     | 0-2         | Elche-Eibar                | 1-0           | 15 feb.       |
| 21 set.     | 2-2         | Espanyol-Málaga            | 2-0           | 15 feb.       |
| 21 set.     | 0-3         | Getafe-Valencia            | 0-1           | 15 feb.       |
| 21 set.     | 0-5         | Levante-Barcellona         | 0-5           | 15 feb.       |
| 21 set.     | 1-2         | Real Sociedad-Almeria      | 2-2           | 15 feb.       |
| 21 set.     | 4-2         | Villarreal-Rayo Vallecano  | 0-2           | 15 feb.       |

| andata (5ª) | andata (5ª) | 5ª giornata                    | ritorno (24ª) | ritorno (24ª) |
|             |             |                                |               |               |
| 24 set.     | 0-1         | Almeria-Atlético Madrid        | 0-3           | 22 feb.       |
| 24 set.     | 2-1         | Celta Vigo-Deportivo           | 2-0           | 22 feb.       |
| 24 set.     | 1-1         | Eibar-Villarreal               | 0-1           | 22 feb.       |
| 24 set.     | 2-0         | Espanyol-Getafe                | 1-2           | 22 feb.       |
| 24 set.     | 0-1         | Granada-Levante                | 1-2           | 22 feb.       |
| 24 set.     | 0-0         | Málaga-Barcellona              | 1-0           | 22 feb.       |
| 24 set.     | 2-1         | Rayo Vallecano-Atletico Bilbao | 0-1           | 22 feb.       |
| 24 set.     | 5-1         | Real Madrid-Elche              | 2-0           | 22 feb.       |
| 24 set.     | 1-0         | Siviglia-Real Sociedad         | 3-4           | 22 feb.       |
| 24 set.     | 3-0         | Valencia-Córdoba               | 2-1           | 22 feb.       |

| andata (6ª) | andata (6ª) | 6ª giornata              | ritorno (25ª) | ritorno (25ª) |
|             |             |                          |               |               |
| 28 set.     | 0-0         | Atletico Bilbao-Eibar    | 1-0           | 1º mar.       |
| 28 set.     | 4-0         | Atlético Madrid-Siviglia | 0-0           | 1º mar.       |
| 28 set.     | 6-0         | Barcellona-Granada       | 3-1           | 1º mar.       |
| 28 set.     | 0-0         | Córdoba-Espanyol         | 0-1           | 1º mar.       |
| 28 set.     | 0-1         | Deportivo-Almeria        | 0-0           | 1º mar.       |
| 28 set.     | 0-1         | Elche-Celta Vigo         | 1-1           | 1º mar.       |
| 28 set.     | 1-0         | Getafe-Málaga            | 2-3           | 1º mar.       |
| 28 set.     | 0-2         | Levante-Rayo Vallecano   | 2-4           | 1º mar.       |
| 28 set.     | 1-1         | Real Sociedad-Valencia   | 0-2           | 1º mar.       |
| 28 set.     | 0-2         | Villarreal-Real Madrid   | 1-1           | 1º mar.       |

| andata (5ª) | andata (5ª) | 5ª giornata                    | ritorno (24ª) | ritorno (24ª) |
|             |             |                                |               |               |
| 24 set.     | 0-1         | Almeria-Atlético Madrid        | 0-3           | 22 feb.       |
| 24 set.     | 2-1         | Celta Vigo-Deportivo           | 2-0           | 22 feb.       |
| 24 set.     | 1-1         | Eibar-Villarreal               | 0-1           | 22 feb.       |
| 24 set.     | 2-0         | Espanyol-Getafe                | 1-2           | 22 feb.       |
| 24 set.     | 0-1         | Granada-Levante                | 1-2           | 22 feb.       |
| 24 set.     | 0-0         | Málaga-Barcellona              | 1-0           | 22 feb.       |
| 24 set.     | 2-1         | Rayo Vallecano-Atletico Bilbao | 0-1           | 22 feb.       |
| 24 set.     | 5-1         | Real Madrid-Elche              | 2-0           | 22 feb.       |
| 24 set.     | 1-0         | Siviglia-Real Sociedad         | 3-4           | 22 feb.       |
| 24 set.     | 3-0         | Valencia-Córdoba               | 2-1           | 22 feb.       |

| andata (6ª) | andata (6ª) | 6ª giornata              | ritorno (25ª) | ritorno (25ª) |
|             |             |                          |               |               |
| 28 set.     | 0-0         | Atletico Bilbao-Eibar    | 1-0           | 1º mar.       |
| 28 set.     | 4-0         | Atlético Madrid-Siviglia | 0-0           | 1º mar.       |
| 28 set.     | 6-0         | Barcellona-Granada       | 3-1           | 1º mar.       |
| 28 set.     | 0-0         | Córdoba-Espanyol         | 0-1           | 1º mar.       |
| 28 set.     | 0-1         | Deportivo-Almeria        | 0-0           | 1º mar.       |
| 28 set.     | 0-1         | Elche-Celta Vigo         | 1-1           | 1º mar.       |
| 28 set.     | 1-0         | Getafe-Málaga            | 2-3           | 1º mar.       |
| 28 set.     | 0-2         | Levante-Rayo Vallecano   | 2-4           | 1º mar.       |
| 28 set.     | 1-1         | Real Sociedad-Valencia   | 0-2           | 1º mar.       |
| 28 set.     | 0-2         | Villarreal-Real Madrid   | 1-1           | 1º mar.       |

| andata (7ª) | andata (7ª) | 7ª giornata                 | ritorno (26ª) | ritorno (26ª) |
|             |             |                             |               |               |
| 24 ott.     | 2-2         | Almeria-Elche               | 0-1           | 8 mar.        |
| 24 ott.     | 1-3         | Celta Vigo-Villarreal       | 1-4           | 8 mar.        |
| 24 ott.     | 3-3         | Eibar-Levante               | 1-2           | 8 mar.        |
| 24 ott.     | 2-0         | Espanyol-Real Sociedad      | 0-1           | 8 mar.        |
| 24 ott.     | 1-1         | Getafe-Córdoba              | 2-1           | 8 mar.        |
| 24 ott.     | 2-1         | Málaga-Granada              | 0-1           | 8 mar.        |
| 24 ott.     | 0-2         | Rayo Vallecano-Barcellona   | 1-6           | 8 mar.        |
| 24 ott.     | 5-0         | Real Madrid-Atletico Bilbao | 0-1           | 8 mar.        |
| 24 ott.     | 4-1         | Siviglia-Deportivo          | 4-3           | 8 mar.        |
| 24 ott.     | 3-1         | Valencia-Atlético Madrid    | 1-1           | 8 mar.        |

| andata (8ª) | andata (8ª) | 8ª giornata                | ritorno (27ª) | ritorno (27ª) |
|             |             |                            |               |               |
| 19 ott.     | 1-1         | Atletico Bilbao-Celta Vigo | 2-1           | 15 mar.       |
| 19 ott.     | 2-0         | Atlético Madrid-Espanyol   | 0-0           | 15 mar.       |
| 19 ott.     | 3-0         | Barcellona-Eibar           | 2-0           | 15 mar.       |
| 19 ott.     | 1-2         | Córdoba-Málaga             | 0-2           | 15 mar.       |
| 19 ott.     | 3-0         | Deportivo-Valencia         | 0-2           | 15 mar.       |
| 19 ott.     | 0-2         | Elche-Siviglia             | 0-3           | 15 mar.       |
| 19 ott.     | 0-1         | Granada-Rayo Vallecano     | 1-3           | 15 mar.       |
| 19 ott.     | 0-5         | Levante-Real Madrid        | 0-2           | 15 mar.       |
| 19 ott.     | 1-2         | Real Sociedad-Getafe       | 1-0           | 15 mar.       |
| 19 ott.     | 2-0         | Villarreal-Almeria         | 0-0           | 15 mar.       |

| andata (7ª) | andata (7ª) | 7ª giornata                 | ritorno (26ª) | ritorno (26ª) |
|             |             |                             |               |               |
| 24 ott.     | 2-2         | Almeria-Elche               | 0-1           | 8 mar.        |
| 24 ott.     | 1-3         | Celta Vigo-Villarreal       | 1-4           | 8 mar.        |
| 24 ott.     | 3-3         | Eibar-Levante               | 1-2           | 8 mar.        |
| 24 ott.     | 2-0         | Espanyol-Real Sociedad      | 0-1           | 8 mar.        |
| 24 ott.     | 1-1         | Getafe-Córdoba              | 2-1           | 8 mar.        |
| 24 ott.     | 2-1         | Málaga-Granada              | 0-1           | 8 mar.        |
| 24 ott.     | 0-2         | Rayo Vallecano-Barcellona   | 1-6           | 8 mar.        |
| 24 ott.     | 5-0         | Real Madrid-Atletico Bilbao | 0-1           | 8 mar.        |
| 24 ott.     | 4-1         | Siviglia-Deportivo          | 4-3           | 8 mar.        |
| 24 ott.     | 3-1         | Valencia-Atlético Madrid    | 1-1           | 8 mar.        |

| andata (8ª) | andata (8ª) | 8ª giornata                | ritorno (27ª) | ritorno (27ª) |
|             |             |                            |               |               |
| 19 ott.     | 1-1         | Atletico Bilbao-Celta Vigo | 2-1           | 15 mar.       |
| 19 ott.     | 2-0         | Atlético Madrid-Espanyol   | 0-0           | 15 mar.       |
| 19 ott.     | 3-0         | Barcellona-Eibar           | 2-0           | 15 mar.       |
| 19 ott.     | 1-2         | Córdoba-Málaga             | 0-2           | 15 mar.       |
| 19 ott.     | 3-0         | Deportivo-Valencia         | 0-2           | 15 mar.       |
| 19 ott.     | 0-2         | Elche-Siviglia             | 0-3           | 15 mar.       |
| 19 ott.     | 0-1         | Granada-Rayo Vallecano     | 1-3           | 15 mar.       |
| 19 ott.     | 0-5         | Levante-Real Madrid        | 0-2           | 15 mar.       |
| 19 ott.     | 1-2         | Real Sociedad-Getafe       | 1-0           | 15 mar.       |
| 19 ott.     | 2-0         | Villarreal-Almeria         | 0-0           | 15 mar.       |

| andata (9ª) | andata (9ª) | 9ª giornata             | ritorno (28ª) | ritorno (28ª) |
|             |             |                         |               |               |
| 26 ott.     | 0-1         | Almeria-Atletico Bilbao | 1-2           | 22 mar.       |
| 26 ott.     | 3-0         | Celta Vigo-Levante      | 1-0           | 22 mar.       |
| 26 ott.     | 1-1         | Córdoba-Real Sociedad   | 1-3           | 22 mar.       |
| 26 ott.     | 1-1         | Eibar-Granada           | 0-0           | 22 mar.       |
| 26 ott.     | 0-0         | Espanyol-Deportivo      | 0-0           | 22 mar.       |
| 26 ott.     | 0-1         | Getafe-Atlético Madrid  | 0-2           | 22 mar.       |
| 26 ott.     | 4-0         | Málaga-Rayo Vallecano   | 0-1           | 22 mar.       |
| 26 ott.     | 3-1         | Real Madrid-Barcellona  | 1-2           | 22 mar.       |
| 26 ott.     | 2-1         | Siviglia-Villarreal     | 2-0           | 22 mar.       |
| 26 ott.     | 3-1         | Valencia-Elche          | 4-0           | 22 mar.       |

| andata (10ª) | andata (10ª) | 10ª giornata             | ritorno (29ª) | ritorno (29ª) |
|              |              |                          |               |               |
| 2 nov.       | 1-0          | Atletico Bilbao-Siviglia | 0-2           | 5 apr.        |
| 2 nov.       | 4-2          | Atlético Madrid-Córdoba  | 2-0           | 5 apr.        |
| 2 nov.       | 0-1          | Barcellona-Celta Vigo    | 1-0           | 5 apr.        |
| 2 nov.       | 1-2          | Deportivo-Getafe         | 1-2           | 5 apr.        |
| 2 nov.       | 2-1          | Elche-Espanyol           | 1-1           | 5 apr.        |
| 2 nov.       | 0-4          | Granada-Real Madrid      | 1-9           | 5 apr.        |
| 2 nov.       | 2-1          | Levante-Almeria          | 4-1           | 5 apr.        |
| 2 nov.       | 2-3          | Rayo Vallecano-Eibar     | 2-1           | 5 apr.        |
| 2 nov.       | 0-1          | Real Sociedad-Málaga     | 1-1           | 5 apr.        |
| 2 nov.       | 1-3          | Villarreal-Valencia      | 0-0           | 5 apr.        |

| andata (9ª) | andata (9ª) | 9ª giornata             | ritorno (28ª) | ritorno (28ª) |
|             |             |                         |               |               |
| 26 ott.     | 0-1         | Almeria-Atletico Bilbao | 1-2           | 22 mar.       |
| 26 ott.     | 3-0         | Celta Vigo-Levante      | 1-0           | 22 mar.       |
| 26 ott.     | 1-1         | Córdoba-Real Sociedad   | 1-3           | 22 mar.       |
| 26 ott.     | 1-1         | Eibar-Granada           | 0-0           | 22 mar.       |
| 26 ott.     | 0-0         | Espanyol-Deportivo      | 0-0           | 22 mar.       |
| 26 ott.     | 0-1         | Getafe-Atlético Madrid  | 0-2           | 22 mar.       |
| 26 ott.     | 4-0         | Málaga-Rayo Vallecano   | 0-1           | 22 mar.       |
| 26 ott.     | 3-1         | Real Madrid-Barcellona  | 1-2           | 22 mar.       |
| 26 ott.     | 2-1         | Siviglia-Villarreal     | 2-0           | 22 mar.       |
| 26 ott.     | 3-1         | Valencia-Elche          | 4-0           | 22 mar.       |

| andata (10ª) | andata (10ª) | 10ª giornata             | ritorno (29ª) | ritorno (29ª) |
|              |              |                          |               |               |
| 2 nov.       | 1-0          | Atletico Bilbao-Siviglia | 0-2           | 5 apr.        |
| 2 nov.       | 4-2          | Atlético Madrid-Córdoba  | 2-0           | 5 apr.        |
| 2 nov.       | 0-1          | Barcellona-Celta Vigo    | 1-0           | 5 apr.        |
| 2 nov.       | 1-2          | Deportivo-Getafe         | 1-2           | 5 apr.        |
| 2 nov.       | 2-1          | Elche-Espanyol           | 1-1           | 5 apr.        |
| 2 nov.       | 0-4          | Granada-Real Madrid      | 1-9           | 5 apr.        |
| 2 nov.       | 2-1          | Levante-Almeria          | 4-1           | 5 apr.        |
| 2 nov.       | 2-3          | Rayo Vallecano-Eibar     | 2-1           | 5 apr.        |
| 2 nov.       | 0-1          | Real Sociedad-Málaga     | 1-1           | 5 apr.        |
| 2 nov.       | 1-3          | Villarreal-Valencia      | 0-0           | 5 apr.        |

| andata (11ª) | andata (11ª) | 11ª giornata                  | ritorno (30ª) | ritorno (30ª) |
|              |              |                               |               |               |
| 9 nov.       | 1-2          | Almeria-Barcellona            | 0-4           | 8 apr.        |
| 9 nov.       | 0-0          | Celta Vigo-Granada            | 1-1           | 8 apr.        |
| 9 nov.       | 0-0          | Córdoba-Deportivo             | 1-1           | 8 apr.        |
| 9 nov.       | 1-1          | Espanyol-Villarreal           | 3-0           | 8 apr.        |
| 9 nov.       | 0-0          | Getafe-Elche                  | 1-0           | 8 apr.        |
| 9 nov.       | 2-1          | Málaga-Eibar                  | 0-1           | 8 apr.        |
| 9 nov.       | 5-1          | Real Madrid-Rayo Vallecano    | 2-0           | 8 apr.        |
| 9 nov.       | 2-1          | Real Sociedad-Atlético Madrid | 0-2           | 8 apr.        |
| 9 nov.       | 1-1          | Siviglia-Levante              | 2-1           | 8 apr.        |
| 9 nov.       | 0-0          | Valencia-Atletico Bilbao      | 1-1           | 8 apr.        |

| andata (12ª) | andata (12ª) | 12ª giornata              | ritorno (31ª) | ritorno (31ª) |
|              |              |                           |               |               |
| 23 nov.      | 3-1          | Atletico Bilbao-Espanyol  | 0-1           | 12 apr.       |
| 23 nov.      | 3-1          | Atlético Madrid-Málaga    | 2-2           | 12 apr.       |
| 23 nov.      | 5-1          | Barcellona-Siviglia       | 2-2           | 12 apr.       |
| 23 nov.      | 0-0          | Deportivo-Real Sociedad   | 2-2           | 12 apr.       |
| 23 nov.      | 0-4          | Eibar-Real Madrid         | 0-3           | 12 apr.       |
| 23 nov.      | 2-2          | Elche-Córdoba             | 2-0           | 12 apr.       |
| 23 nov.      | 0-0          | Granada-Almeria           | 0-3           | 12 apr.       |
| 23 nov.      | 2-1          | Levante-Valencia          | 0-3           | 12 apr.       |
| 23 nov.      | 1-0          | Rayo Vallecano-Celta Vigo | 1-6           | 12 apr.       |
| 23 nov.      | 2-1          | Villarreal-Getafe         | 1-1           | 12 apr.       |

| andata (11ª) | andata (11ª) | 11ª giornata                  | ritorno (30ª) | ritorno (30ª) |
|              |              |                               |               |               |
| 9 nov.       | 1-2          | Almeria-Barcellona            | 0-4           | 8 apr.        |
| 9 nov.       | 0-0          | Celta Vigo-Granada            | 1-1           | 8 apr.        |
| 9 nov.       | 0-0          | Córdoba-Deportivo             | 1-1           | 8 apr.        |
| 9 nov.       | 1-1          | Espanyol-Villarreal           | 3-0           | 8 apr.        |
| 9 nov.       | 0-0          | Getafe-Elche                  | 1-0           | 8 apr.        |
| 9 nov.       | 2-1          | Málaga-Eibar                  | 0-1           | 8 apr.        |
| 9 nov.       | 5-1          | Real Madrid-Rayo Vallecano    | 2-0           | 8 apr.        |
| 9 nov.       | 2-1          | Real Sociedad-Atlético Madrid | 0-2           | 8 apr.        |
| 9 nov.       | 1-1          | Siviglia-Levante              | 2-1           | 8 apr.        |
| 9 nov.       | 0-0          | Valencia-Atletico Bilbao      | 1-1           | 8 apr.        |

| andata (12ª) | andata (12ª) | 12ª giornata              | ritorno (31ª) | ritorno (31ª) |
|              |              |                           |               |               |
| 23 nov.      | 3-1          | Atletico Bilbao-Espanyol  | 0-1           | 12 apr.       |
| 23 nov.      | 3-1          | Atlético Madrid-Málaga    | 2-2           | 12 apr.       |
| 23 nov.      | 5-1          | Barcellona-Siviglia       | 2-2           | 12 apr.       |
| 23 nov.      | 0-0          | Deportivo-Real Sociedad   | 2-2           | 12 apr.       |
| 23 nov.      | 0-4          | Eibar-Real Madrid         | 0-3           | 12 apr.       |
| 23 nov.      | 2-2          | Elche-Córdoba             | 2-0           | 12 apr.       |
| 23 nov.      | 0-0          | Granada-Almeria           | 0-3           | 12 apr.       |
| 23 nov.      | 2-1          | Levante-Valencia          | 0-3           | 12 apr.       |
| 23 nov.      | 1-0          | Rayo Vallecano-Celta Vigo | 1-6           | 12 apr.       |
| 23 nov.      | 2-1          | Villarreal-Getafe         | 1-1           | 12 apr.       |

| andata (13ª) | andata (13ª) | 13ª giornata              | ritorno (32ª) | ritorno (32ª) |
|              |              |                           |               |               |
| 30 nov.      | 0-1          | Almeria-Rayo Vallecano    | 0-2           | 19 apr.       |
| 30 nov.      | 2-0          | Atlético Madrid-Deportivo | 2-1           | 19 apr.       |
| 30 nov.      | 0-1          | Celta Vigo-Eibar          | 1-0           | 19 apr.       |
| 30 nov.      | 0-2          | Córdoba-Villarreal        | 0-0           | 19 apr.       |
| 30 nov.      | 2-1          | Espanyol-Levante          | 2-2           | 19 apr.       |
| 30 nov.      | 1-2          | Getafe-Atletico Bilbao    | 0-4           | 19 apr.       |
| 30 nov.      | 1-2          | Málaga-Real Madrid        | 1-3           | 19 apr.       |
| 30 nov.      | 3-0          | Real Sociedad-Elche       | 0-1           | 19 apr.       |
| 30 nov.      | 5-1          | Siviglia-Granada          | 1-1           | 19 apr.       |
| 30 nov.      | 0-1          | Valencia-Barcellona       | 0-2           | 19 apr.       |

| andata (14ª) | andata (14ª) | 14ª giornata            | ritorno (33ª) | ritorno (33ª) |
|              |              |                         |               |               |
| 7 dic.       | 0-1          | Atletico Bilbao-Córdoba | 1-0           | 26 apr.       |
| 7 dic.       | 5-1          | Barcellona-Espanyol     | 2-0           | 26 apr.       |
| 7 dic.       | 0-1          | Deportivo-Málaga        | 1-1           | 26 apr.       |
| 7 dic.       | 5-2          | Eibar-Almeria           | 0-2           | 26 apr.       |
| 7 dic.       | 0-2          | Elche-Atlético Madrid   | 0-3           | 26 apr.       |
| 7 dic.       | 1-1          | Granada-Valencia        | 0-4           | 26 apr.       |
| 7 dic.       | 1-1          | Levante-Getafe          | 1-0           | 26 apr.       |
| 7 dic.       | 0-1          | Rayo Vallecano-Siviglia | 0-2           | 26 apr.       |
| 7 dic.       | 3-0          | Real Madrid-Celta Vigo  | 4-2           | 26 apr.       |
| 7 dic.       | 4-0          | Villarrea-Real Sociedad | 0-0           | 26 apr.       |

| andata (13ª) | andata (13ª) | 13ª giornata              | ritorno (32ª) | ritorno (32ª) |
|              |              |                           |               |               |
| 30 nov.      | 0-1          | Almeria-Rayo Vallecano    | 0-2           | 19 apr.       |
| 30 nov.      | 2-0          | Atlético Madrid-Deportivo | 2-1           | 19 apr.       |
| 30 nov.      | 0-1          | Celta Vigo-Eibar          | 1-0           | 19 apr.       |
| 30 nov.      | 0-2          | Córdoba-Villarreal        | 0-0           | 19 apr.       |
| 30 nov.      | 2-1          | Espanyol-Levante          | 2-2           | 19 apr.       |
| 30 nov.      | 1-2          | Getafe-Atletico Bilbao    | 0-4           | 19 apr.       |
| 30 nov.      | 1-2          | Málaga-Real Madrid        | 1-3           | 19 apr.       |
| 30 nov.      | 3-0          | Real Sociedad-Elche       | 0-1           | 19 apr.       |
| 30 nov.      | 5-1          | Siviglia-Granada          | 1-1           | 19 apr.       |
| 30 nov.      | 0-1          | Valencia-Barcellona       | 0-2           | 19 apr.       |

| andata (14ª) | andata (14ª) | 14ª giornata            | ritorno (33ª) | ritorno (33ª) |
|              |              |                         |               |               |
| 7 dic.       | 0-1          | Atletico Bilbao-Córdoba | 1-0           | 26 apr.       |
| 7 dic.       | 5-1          | Barcellona-Espanyol     | 2-0           | 26 apr.       |
| 7 dic.       | 0-1          | Deportivo-Málaga        | 1-1           | 26 apr.       |
| 7 dic.       | 5-2          | Eibar-Almeria           | 0-2           | 26 apr.       |
| 7 dic.       | 0-2          | Elche-Atlético Madrid   | 0-3           | 26 apr.       |
| 7 dic.       | 1-1          | Granada-Valencia        | 0-4           | 26 apr.       |
| 7 dic.       | 1-1          | Levante-Getafe          | 1-0           | 26 apr.       |
| 7 dic.       | 0-1          | Rayo Vallecano-Siviglia | 0-2           | 26 apr.       |
| 7 dic.       | 3-0          | Real Madrid-Celta Vigo  | 4-2           | 26 apr.       |
| 7 dic.       | 4-0          | Villarrea-Real Sociedad | 0-0           | 26 apr.       |

| andata (15ª) | andata (15ª) | 15ª giornata                  | ritorno (34ª) | ritorno (34ª) |
|              |              |                               |               |               |
| 14 dic.      | 1-4          | Almeria-Real Madrid           | 0-3           | 29 apr.       |
| 14 dic.      | 0-1          | Atlético Madrid-Villarreal    | 1-0           | 29 apr.       |
| 14 dic.      | 0-0          | Córdoba-Levante               | 0-1           | 29 apr.       |
| 14 dic.      | 1-0          | Deportivo-Elche               | 0-4           | 29 apr.       |
| 14 dic.      | 2-1          | Espanyol-Granada              | 2-1           | 29 apr.       |
| 14 dic.      | 0-0          | Getafe-Barcellona             | 0-6           | 29 apr.       |
| 14 dic.      | 1-0          | Málaga-Celta Vigo             | 0-1           | 29 apr.       |
| 14 dic.      | 1-1          | Real Sociedad-Atletico Bilbao | 1-1           | 29 apr.       |
| 14 dic.      | 0-0          | Siviglia-Eibar                | 3-1           | 29 apr.       |
| 14 dic.      | 3-0          | Valencia-Rayo Vallecano       | 1-1           | 29 apr.       |

| andata (16ª) | andata (16ª) | 16ª giornata                    | ritorno (35ª) | ritorno (35ª) |
|              |              |                                 |               |               |
| 21 dic.      | 1-4          | Atletico Bilbao-Atlético Madrid | 0-0           | 3 mag.        |
| 21 dic.      | 5-0          | Barcellona-Córdoba              | 8-0           | 3 mag.        |
| 21 dic.      | 0-1          | Celta Vigo-Almeria              | 2-2           | 3 mag.        |
| 21 dic.      | 0-1          | Eibar-Valencia                  | 1-3           | 3 mag.        |
| 21 dic.      | 1-2          | Elche-Málaga                    | 2-1           | 3 mag.        |
| 21 dic.      | 1-1          | Granada-Getafe                  | 2-1           | 3 mag.        |
| 21 dic.      | 1-1          | Levante-Real sociedad           | 0-3           | 3 mag.        |
| 21 dic.      | 1-3          | Rayo Vallecano-Espanyol         | 1-1           | 3 mag.        |
| 21 dic.      | 2-1          | Real Madrid-Siviglia            | 3-2           | 3 mag.        |
| 21 dic.      | 3-0          | Villarreal-Deportivo            | 1-1           | 3 mag.        |

| andata (15ª) | andata (15ª) | 15ª giornata                  | ritorno (34ª) | ritorno (34ª) |
|              |              |                               |               |               |
| 14 dic.      | 1-4          | Almeria-Real Madrid           | 0-3           | 29 apr.       |
| 14 dic.      | 0-1          | Atlético Madrid-Villarreal    | 1-0           | 29 apr.       |
| 14 dic.      | 0-0          | Córdoba-Levante               | 0-1           | 29 apr.       |
| 14 dic.      | 1-0          | Deportivo-Elche               | 0-4           | 29 apr.       |
| 14 dic.      | 2-1          | Espanyol-Granada              | 2-1           | 29 apr.       |
| 14 dic.      | 0-0          | Getafe-Barcellona             | 0-6           | 29 apr.       |
| 14 dic.      | 1-0          | Málaga-Celta Vigo             | 0-1           | 29 apr.       |
| 14 dic.      | 1-1          | Real Sociedad-Atletico Bilbao | 1-1           | 29 apr.       |
| 14 dic.      | 0-0          | Siviglia-Eibar                | 3-1           | 29 apr.       |
| 14 dic.      | 3-0          | Valencia-Rayo Vallecano       | 1-1           | 29 apr.       |

| andata (16ª) | andata (16ª) | 16ª giornata                    | ritorno (35ª) | ritorno (35ª) |
|              |              |                                 |               |               |
| 21 dic.      | 1-4          | Atletico Bilbao-Atlético Madrid | 0-0           | 3 mag.        |
| 21 dic.      | 5-0          | Barcellona-Córdoba              | 8-0           | 3 mag.        |
| 21 dic.      | 0-1          | Celta Vigo-Almeria              | 2-2           | 3 mag.        |
| 21 dic.      | 0-1          | Eibar-Valencia                  | 1-3           | 3 mag.        |
| 21 dic.      | 1-2          | Elche-Málaga                    | 2-1           | 3 mag.        |
| 21 dic.      | 1-1          | Granada-Getafe                  | 2-1           | 3 mag.        |
| 21 dic.      | 1-1          | Levante-Real sociedad           | 0-3           | 3 mag.        |
| 21 dic.      | 1-3          | Rayo Vallecano-Espanyol         | 1-1           | 3 mag.        |
| 21 dic.      | 2-1          | Real Madrid-Siviglia            | 3-2           | 3 mag.        |
| 21 dic.      | 3-0          | Villarreal-Deportivo            | 1-1           | 3 mag.        |

| andata (17ª) | andata (17ª) | 17ª giornata              | ritorno (36ª) | ritorno (36ª) |
|              |              |                           |               |               |
| 4 gen.       | 3-1          | Atlético Madrid-Levante   | 2-2           | 10 mag.       |
| 4 gen.       | 2-0          | Córdoba-Granada           | 0-2           | 10 mag.       |
| 4 gen.       | 1-0          | Deportivo-Atletico Bilbao | 1-1           | 10 mag.       |
| 4 gen.       | 2-2          | Elche-Villarreal          | 0-1           | 10 mag.       |
| 4 gen.       | 1-2          | Espanyol-Eibar            | 2-0           | 10 mag.       |
| 4 gen.       | 1-2          | Getafe-Rayo Vallecano     | 0-2           | 10 mag.       |
| 4 gen.       | 1-2          | Málaga-Almeria            | 2-1           | 10 mag.       |
| 4 gen.       | 1-0          | Real Sociedad-Barcellona  | 0-2           | 10 mag.       |
| 4 gen.       | 1-0          | Siviglia-Celta Vigo       | 1-1           | 10 mag.       |
| 4 gen.       | 2-1          | Valencia-Real Madrid      | 2-2           | 10 mag.       |

| andata (18ª) | andata (18ª) | 18ª giornata               | ritorno (37ª) | ritorno (37ª) |
|              |              |                            |               |               |
| 11 gen.      | 0-2          | Almeria-Siviglia           | 1-2           | 17 mag.       |
| 11 gen.      | 1-2          | Atletico Bilbao-Elche      | 3-2           | 17 mag.       |
| 11 gen.      | 3-1          | Barcellona-Atlético Madrid | 1-0           | 17 mag.       |
| 11 gen.      | 1-1          | Celta Vigo-Valencia        | 1-1           | 17 mag.       |
| 11 gen.      | 2-1          | Eibar-Getafe               | 1-1           | 17 mag.       |
| 11 gen.      | 1-1          | Granada-Real Sociedad      | 3-0           | 17 mag.       |
| 11 gen.      | 0-0          | Levante-Deportivo          | 0-2           | 17 mag.       |
| 11 gen.      | 1-1          | Málaga-Villarreal          | 1-2           | 17 mag.       |
| 11 gen.      | 0-1          | Rayo Vallecano-Córdoba     | 2-1           | 17 mag.       |
| 11 gen.      | 3-0          | Real Madrid-Espanyol       | 4-1           | 17 mag.       |

| andata (17ª) | andata (17ª) | 17ª giornata              | ritorno (36ª) | ritorno (36ª) |
|              |              |                           |               |               |
| 4 gen.       | 3-1          | Atlético Madrid-Levante   | 2-2           | 10 mag.       |
| 4 gen.       | 2-0          | Córdoba-Granada           | 0-2           | 10 mag.       |
| 4 gen.       | 1-0          | Deportivo-Atletico Bilbao | 1-1           | 10 mag.       |
| 4 gen.       | 2-2          | Elche-Villarreal          | 0-1           | 10 mag.       |
| 4 gen.       | 1-2          | Espanyol-Eibar            | 2-0           | 10 mag.       |
| 4 gen.       | 1-2          | Getafe-Rayo Vallecano     | 0-2           | 10 mag.       |
| 4 gen.       | 1-2          | Málaga-Almeria            | 2-1           | 10 mag.       |
| 4 gen.       | 1-0          | Real Sociedad-Barcellona  | 0-2           | 10 mag.       |
| 4 gen.       | 1-0          | Siviglia-Celta Vigo       | 1-1           | 10 mag.       |
| 4 gen.       | 2-1          | Valencia-Real Madrid      | 2-2           | 10 mag.       |

| andata (18ª) | andata (18ª) | 18ª giornata               | ritorno (37ª) | ritorno (37ª) |
|              |              |                            |               |               |
| 11 gen.      | 0-2          | Almeria-Siviglia           | 1-2           | 17 mag.       |
| 11 gen.      | 1-2          | Atletico Bilbao-Elche      | 3-2           | 17 mag.       |
| 11 gen.      | 3-1          | Barcellona-Atlético Madrid | 1-0           | 17 mag.       |
| 11 gen.      | 1-1          | Celta Vigo-Valencia        | 1-1           | 17 mag.       |
| 11 gen.      | 2-1          | Eibar-Getafe               | 1-1           | 17 mag.       |
| 11 gen.      | 1-1          | Granada-Real Sociedad      | 3-0           | 17 mag.       |
| 11 gen.      | 0-0          | Levante-Deportivo          | 0-2           | 17 mag.       |
| 11 gen.      | 1-1          | Málaga-Villarreal          | 1-2           | 17 mag.       |
| 11 gen.      | 0-1          | Rayo Vallecano-Córdoba     | 2-1           | 17 mag.       |
| 11 gen.      | 3-0          | Real Madrid-Espanyol       | 4-1           | 17 mag.       |

| \| andata (19ª) \| andata (19ª) \| 19ª giornata \| ritorno (38ª) \| ritorno (38ª) \| \| \| \| \| \| \| \| 18 gen. \| 2-0 \| Atlético Madrid-Granada \| 0-0 \| 24 mag. \| \| 18 gen. \| 1-1 \| Córdoba-Eibar \| 0-3 \| 24 mag. \| \| 18 gen. \| 0-4 \| Deportivo-Barcellona \| 2-2 \| 24 mag. \| \| 18 gen. \| 1-0 \| Elche-Levante \| 0-0 \| 24 mag. \| \| 18 gen. \| 1-0 \| Espanyol-Celta Vigo \| 2-3 \| 24 mag. \| \| 18 gen. \| 0-3 \| Getafe-Real Madrid \| 3-7 \| 24 mag. \| \| 18 gen. \| 0-1 \| Real Sociedad-Rayo Vallecano \| 4-2 \| 24 mag. \| \| 18 gen. \| 2-0 \| Siviglia-Málaga \| 3-2 \| 24 mag. \| \| 18 gen. \| 3-2 \| Valencia-Almeria \| 3-2 \| 24 mag. \| \| 18 gen. \| 2-0 \| Villarreal-Atletico Bilbao \| 0-4 \| 24 mag. \| |              |                              |               |               |
| andata (19ª) | andata (19ª) | 19ª giornata                 | ritorno (38ª) | ritorno (38ª) |
| |              |                              |               |               |
| 18 gen. | 2-0          | Atlético Madrid-Granada      | 0-0           | 24 mag.       |
| 18 gen. | 1-1          | Córdoba-Eibar                | 0-3           | 24 mag.       |
| 18 gen. | 0-4          | Deportivo-Barcellona         | 2-2           | 24 mag.       |
| 18 gen. | 1-0          | Elche-Levante                | 0-0           | 24 mag.       |
| 18 gen. | 1-0          | Espanyol-Celta Vigo          | 2-3           | 24 mag.       |
| 18 gen. | 0-3          | Getafe-Real Madrid           | 3-7           | 24 mag.       |
| 18 gen. | 0-1          | Real Sociedad-Rayo Vallecano | 4-2           | 24 mag.       |
| 18 gen. | 2-0          | Siviglia-Málaga              | 3-2           | 24 mag.       |
| 18 gen. | 3-2          | Valencia-Almeria             | 3-2           | 24 mag.       |
| 18 gen. | 2-0          | Villarreal-Atletico Bilbao   | 0-4           | 24 mag.       |

| andata (19ª) | andata (19ª) | 19ª giornata                 | ritorno (38ª) | ritorno (38ª) |
|              |              |                              |               |               |
| 18 gen.      | 2-0          | Atlético Madrid-Granada      | 0-0           | 24 mag.       |
| 18 gen.      | 1-1          | Córdoba-Eibar                | 0-3           | 24 mag.       |
| 18 gen.      | 0-4          | Deportivo-Barcellona         | 2-2           | 24 mag.       |
| 18 gen.      | 1-0          | Elche-Levante                | 0-0           | 24 mag.       |
| 18 gen.      | 1-0          | Espanyol-Celta Vigo          | 2-3           | 24 mag.       |
| 18 gen.      | 0-3          | Getafe-Real Madrid           | 3-7           | 24 mag.       |
| 18 gen.      | 0-1          | Real Sociedad-Rayo Vallecano | 4-2           | 24 mag.       |
| 18 gen.      | 2-0          | Siviglia-Málaga              | 3-2           | 24 mag.       |
| 18 gen.      | 3-2          | Valencia-Almeria             | 3-2           | 24 mag.       |
| 18 gen.      | 2-0          | Villarreal-Atletico Bilbao   | 0-4           | 24 mag.       |

## Statistiche

### Squadre

#### Capoliste solitarie
|    | ——         | ——         | ——         | ——         | ——         | ——         | ——         | ——         | ——          | ——          | ——          | ——          | ——          | ——          | ——          | ——          | ——          | ——          | ——          | ——          | ——          | ——          | ——          | ——          | ——          | ——         | ——         | ——         | ——         | ——         | ——         | ——         | ——         | ——         | ——         | ——         | ——         | —— |  |
|    | Barcellona | Barcellona | Barcellona | Barcellona | Barcellona | Barcellona | Barcellona | Barcellona | Real Madrid | Real Madrid | Real Madrid | Real Madrid | Real Madrid | Real Madrid | Real Madrid | Real Madrid | Real Madrid | Real Madrid | Real Madrid | Real Madrid | Real Madrid | Real Madrid | Real Madrid | Real Madrid | Real Madrid | Barcellona | Barcellona | Barcellona | Barcellona | Barcellona | Barcellona | Barcellona | Barcellona | Barcellona | Barcellona | Barcellona | Barcellona |    |  |
|    |            |            |            |            |            |            |            |            |             |             |             |             |             |             |             |             |             |             |             |             |             |             |             |             |             |            |            |            |            |            |            |            |            |            |            |            |            |    |  |
|    |            |            |            |            |            |            |            |            |             |             |             |             |             |             |             |             |             |             |             |             |             |             |             |             |             |            |            |            |            |            |            |            |            |            |            |            |            |    |  |
| 1ª | 2ª         | 3ª         | 4ª         | 5ª         | 6ª         | 7ª         | 8ª         | 9ª         | 10ª         | 11ª         | 12ª         | 13ª         | 14ª         | 15ª         | 16ª         | 17ª         | 18ª         | 19ª         | 20ª         | 21ª         | 22ª         | 23ª         | 24ª         | 25ª         | 26ª         | 27ª        | 28ª        | 29ª        | 30ª        | 31ª        | 32ª        | 33ª        | 34ª        | 35ª        | 36ª        | 37ª        | 38ª        |    |  |

#### Primati stagionali
Squadre
- Maggior numero di vittorie: Barcellona, Real Madrid (30)
- Minor numero di sconfitte: Barcellona (4)
- Migliore attacco: Real Madrid (118)
- Miglior difesa: Barcellona (21 gol subiti)
- Miglior differenza reti: Barcellona (+89)
- Maggior numero di pareggi: Deportivo, Granada (14)
- Minor numero di pareggi: Real Madrid (2)
- Maggior numero di sconfitte: Córdoba (24)
- Minor numero di vittorie: Córdoba (3)
- Peggiore attacco: Córdoba (22 gol fatti)
- Peggior difesa: Córdoba, Rayo Vallecano (68 gol subiti)
- Peggior differenza reti: Córdoba (-46)
- Miglior serie positiva: Barcellona (14 risultati utili consecutivi)
- Peggior serie negativa: Eibar (8 sconfitte consecutive)

Partite
- Più gol (10):

Deportivo - Real Madrid 2-8;
Real Madrid - Granada 9-1
- Maggiore scarto di gol (8): Real Madrid - Granada 9-1; Cordoba - Barcellona 0-8
- Maggior numero di reti in una giornata: 4ª giornata (42)

### Individuali

#### Classifica marcatori
Fonte:

Da segnalare la cinquina messa a segno da Cristiano Ronaldo in Real Madrid-Granada 9-1 della 29ª giornata 
| Gol | Rigori |  | Giocatore         | Squadra         |
| --- | ------ |  | ----------------- | --------------- |
| 48  | 10     |  | Cristiano Ronaldo | Real Madrid     |
| 43  | 5      |  | Lionel Messi      | Barcellona      |
| 22  |        |  | Antoine Griezmann | Atlético Madrid |
| 22  | 1      |  | Neymar            | Barcellona      |
| 20  | 6      |  | Carlos Bacca      | Siviglia        |
| 18  | 5      |  | Aritz Aduriz      | Athletic Bilbao |
| 17  | 2      |  | Alberto Bueno     | Rayo Vallecano  |
| 16  |        |  | Luis Suárez       | Barcellona      |
| 15  |        |  | Karim Benzema     | Real Madrid     |
| 14  |        |  | Jonathas          | Elche           |
| 14  | 2      |  | Sergio García     | Espanyol        |
| 13  |        |  | James Rodríguez   | Real Madrid     |
| 13  | 1      |  | Gareth Bale       | Real Madrid     |
| 13  | 3      |  | Nolito            | Celta Vigo      |
| 12  |        |  | Luciano Vietto    | Villarreal      |
| 12  | 2      |  | Cristhian Stuani  | Espanyol        |
| 12  | 3      |  | Mario Mandžukić   | Atlético Madrid |
| 12  | 3      |  | Daniel Parejo     | Valencia        |